# Rennweg, Steuerberg
Rennweg je naselje v Občini Steuerberg v Okraju Trg na Koroškem v Avstriji.